# WTA Finals 2023
El GNP Seguros WTA Finals Cancun 2023, també anomenada Copa Masters femenina 2023, és l'esdeveniment que va reunir les vuit millors tennistes individuals i les vuit millors parelles femenines de la temporada 2023. Fou la 52a edició en individual i la 47a en dobles del torneig. Es va disputar en l'Estadio Paradisus de Cancún, Mèxic entre els dies 29 d'octubre i 6 de novembre de 2023.
La tennista polonesa Iga Świątek va guanyar aquest torneig per primera ocasió i va poder rubricar la temporada amb el sisè títol individual i recuperar el primer lloc del rànquing mundial. La parella formada per l'alemanya Laura Siegemund i la russa Vera Zvonariova també van guanyar aquest torneig per primera vegada en les seves carreres, de fet, Siegemund el disputava per primera vegada. Amb aquest van obtenir el quart títol de l'any, tots en els darrers mesos de la temporada.

## Individual

### Classificació
| Rq | Tennista                       | Grand Slam | Grand Slam | Grand Slam | Grand Slam | WTA 1000 Mandatory | WTA 1000 Mandatory | WTA 1000 Mandatory | WTA 1000 Mandatory | WTA 1000 Mandatory | WTA 1000 | WTA 1000 | Altres millors resultats | Altres millors resultats | Altres millors resultats | Altres millors resultats | Altres millors resultats | Punts | T  |
| -- | ------------------------------ | ---------- | ---------- | ---------- | ---------- | ------------------ | ------------------ | ------------------ | ------------------ | ------------------ | -------- | -------- | ------------------------ | ------------------------ | ------------------------ | ------------------------ | ------------------------ | ----- | -- |
| Rq | Tennista                       | AUS        | RG         | WIM        | USO        | INW                | MIA                | MAD                | ROM                | PEQ                | 1        | 2        | 1                        | 2                        | 3                        | 4                        | 5                        | Punts | T  |
| 1  | Arina Sabalenka · 22/09/2023   | G 2000     | SF 780     | SF 780     | F 1300     | F 650              | QF 215             | G 1000             | R64 10             | R64 10             | SF 350   | QF 190   | G 470                    | F 305                    | R16 105                  |                          |                          | 8.425 | 15 |
| 2  | Iga Świątek 22/09/2023         | R16 240    | G 2000     | QF 430     | R16 240    | SF 390             | A 0                | F 650              | QF 215             | R32 65             | F 585    | SF 350   | G 470                    | G 470                    | SF 350                   | G 280                    | SF 125                   | 7.795 | 17 |
| 3  | Coco Gauff 22/09/2023          | R16 240    | QF 430     | R128 10    | G 2000     | QF 215             | R32 65             | R32 65             | R32 65             | R16 120            | G 900    | SF 350   | G 470                    | G 280                    | QF 190                   | SF 185                   | QF 100                   | 5.955 | 18 |
| 4  | Ielena Ribàkina 22/09/2023     | F 1300     | R32 130    | QF 430     | R32 130    | G 1000             | F 650              | R64 10             | G 1000             | QF 215             | SF 350   | R16 105  | R16 105                  | QF 100                   |                          |                          |                          | 5.865 | 17 |
| 5  | Jessica Pegula 02/10/2023      | QF 430     | R32 130    | QF 430     | R16 240    | R16 120            | SF 390             | QF 215             | R64 10             | R16 120            | G 900    | SF 350   | G 310                    | F 305                    | F 305                    | SF 185                   | SF 185                   | 4.720 | 18 |
| 6  | Ons Jabeur 07/10/2023          | R64 70     | QF 430     | F 1300     | R16 240    | R32 65             | R64 10             | A 0                | R64 10             | R32 65             | QF 190   | R16 105  | G 470                    | G 280                    | SF 185                   | SF 185                   | QF 100                   | 3.705 | 18 |
| 7  | Markéta Vondroušová 07/10/2023 | R32 130    | R64 70     | G 2000     | QF 430     | R16 120            | R16 120            | R64 65             | R16 120            | R64 10             | QF 190   | R16 105  | SF 110                   | QF 100                   | QF 100                   |                          |                          | 3.671 | 15 |
| −  | Karolína Muchová 07/10/2023    | R64 70     | F 1300     | R128 10    | SF 780     | QF 215             | R32 95             | R64 35             | R16 120            | A 0                | F 585    | QF 190   | R16 105                  |                          |                          |                          |                          | 3.650 | 14 |
| 8  | Maria Sakkari                  | R32 130    | R128 10    | R128 10    | R128 10    | SF 390             | R64 10             | SF 390             | A 0                | QF 215             | G 900    | R16 105  | F 305                    | SF 185                   | SF 185                   | SF 185                   | SF 110                   | 3.245 | 23 |
| S1 | Barbora Krejčíková             | R16 240    | R128 10    | R64 70     | R128 10    | R16 120            | R16 120            | R16 120            | R32 65             | A 0                | G 900    | A 0      | G 470                    | F 305                    | F 180                    |                          |                          | 2.775 | 19 |
| S2 | Madison Keys                   | R32 130    | R64 70     | QF 430     | SF 780     | R64 10             | R32 65             | A 0                | R16 120            | A 0                | QF 190   | R32 60   | G 470                    | G 390                    | QF 100                   | QF 100                   |                          | 2.737 | 15 |

### Fase de grups

#### Grup Bacalar
| CS | Tennista        | A. Sabalenka  | I. Ribàkina         | J. Pegula | M. Sakkari          | V − D | Sets | Jocs  | Pos. |
| 1  | Arina Sabalenka |               | 6−2, 3−6, 6−3       | 4−6, 3−6  | 6−0, 6−1            | 2−1   | 4−3  | 34−24 | 2    |
| 4  | Ielena Ribàkina | 2−6, 6−3, 3−6 |                     | 5−7, 2−6  | 6−0, 6−7(4), 7−6(2) | 1−2   | 3−5  | 37−41 | 3    |
| 5  | Jessica Pegula  | 6−4, 6−3      | 7−5, 6−2            |           | 6−3, 6−2            | 3−0   | 6−0  | 37−19 | 1    |
| 8  | Maria Sakkari   | 0−6, 1−6      | 0−6, 7−6(4), 6−7(2) | 3−6, 2−6  |                     | 0−3   | 1−6  | 19−43 | 4    |

#### Grup Chetumal
| CS | Tennista            | I. Świątek  | C. Gauff         | O. Jabeur | M. Vondroušová   | V − D | Sets | Jocs  | Pos. |
| 2  | Iga Świątek         |             | 6−0, 7−5         | 6−1, 6−2  | 7−6(3), 6−0      | 3−0   | 6−0  | 38−14 | 1    |
| 3  | Coco Gauff          | 0−6, 5−7    |                  | 6−0, 6−1  | 5−7, 7−6(4), 6−3 | 2−1   | 4−3  | 35−30 | 2    |
| 6  | Ons Jabeur          | 1−6, 2−6    | 0−6, 1−6         |           | 6−4, 6−3         | 1−2   | 2−4  | 16−31 | 3    |
| 7  | Markéta Vondroušová | 6−7(3), 0−6 | 7−5, 6−7(4), 3−6 | 4−6, 4−6  |                  | 0−3   | 1−6  | 29−43 | 4    |

### Fase final
|  | Semifinals | Semifinals     | Semifinals  | Semifinals | Semifinals |                 |                | Final | Final | Final | Final | Final |
|  |            |                |             |            |            |                 |                |       |       |       |       |       |
|  | 5          | Jessica Pegula | 6           | 6          |            |                 |                |       |       |       |       |       |
|  | 3          | Coco Gauff     | 2           | 1          |            |                 |                |       |       |       |       |       |
|  | 3          | Coco Gauff     | 2           | 1          |            | 5               | Jessica Pegula | 1     | 0     |       |       |       |
|  |            |                |             |            |            | 5               | Jessica Pegula | 1     | 0     |       |       |       |
|  |            | 2              | Iga Świątek | 6          | 6          |                 |                |       |       |       |       |       |
|  | 1          | 2              | Iga Świątek | 6          | 6          | Arina Sabalenka | 3              | 2     |       |       |       |       |
|  | 1          |                |             |            |            | Arina Sabalenka | 3              | 2     |       |       |       |       |
|  | 2          | Iga Świątek    | 6           | 6          |            |                 |                |       |       |       |       |       |

## Dobles

### Classificació
| Rq | Tennistes                                        | Millors resultats | Millors resultats | Millors resultats | Millors resultats | Millors resultats | Millors resultats | Millors resultats | Millors resultats | Millors resultats | Millors resultats | Millors resultats | Punts | T  |
| Rq | Tennistes                                        | 1                 | 2                 | 3                 | 4                 | 5                 | 6                 | 7                 | 8                 | 9                 | 10                | 11                | Punts | T  |
| -- | ------------------------------------------------ | ----------------- | ----------------- | ----------------- | ----------------- | ----------------- | ----------------- | ----------------- | ----------------- | ----------------- | ----------------- | ----------------- | ----- | -- |
| 1  | Coco Gauff Jessica Pegula 02/10/2023             | G 1000            | SF 780            | SF 780            | F 650             | F 650             | G 470             | QF 430            | R16 240           | QF 190            | QF 190            | SF 185            | 5.565 | 13 |
| 2  | Storm Hunter Elise Mertens 02/10/2023            | F 1300            | G 1000            | G 900             | QF 430            | SF 350            | SF 350            | R16 240           | QF 215            | QF 215            | R16 120           |                   | 5.130 | 12 |
| 3  | Shuko Aoyama Ena Shibahara 09/10/2023            | F 1300            | G 900             | SF 390            | F 305             | G 280             | QF 215            | R32 130           | QF 100            | QF 100            |                   |                   | 3.790 | 20 |
| 4  | Barbora Krejčíková Kateřina Siniaková 04/10/2023 | G 2000            | G 1000            | G 470             | R32 130           | QF 105            |                   |                   |                   |                   |                   |                   | 3.785 | 8  |
| 5  | Desirae Krawczyk Demi Schuurs 09/10/2023         | F 585             | G 470             | G 470             | QF 430            | SF 390            | SF 350            | R16 240           | QF 190            | SF 185            | R32 130           | R32 130           | 3.570 | 18 |
| 6  | Laura Siegemund · Vera Zvonariova · 22/10/2023   | F 1300            | G 470             | QF 430            | G 280             | G 280             | QF 215            | SF 185            | R16 120           | R16 105           |                   |                   | 3.405 | 14 |
| 7  | Gabriela Dabrowski Erin Routliffe 16/10/2023     | G 2000            | F 585             | G 470             | SF 110            | R16 105           | R16 105           |                   |                   |                   |                   |                   | 3.386 | 8  |
| 8  | N. Melichar-Martinez Ellen Perez 16/10/2023      | SF 780            | F 585             | SF 390            | F 305             | QF 215            | QF 190            | SF 185            | SF 185            | F 180             | F 180             | R32 130           | 3.325 | 2  |
| −  | Leylah Fernandez Taylor Townsend                 | F 1300            | F 650             | QF 430            | SF 390            | QF 190            | R32 130           | R16 120           | QF 100            |                   |                   |                   | 3.310 | 8  |
| −  | Hsieh Su-wei Wang Xinyu                          | G 2000            | SF 780            | R16 105           |                   |                   |                   |                   |                   |                   |                   |                   | 2.955 | 5  |
| S1 | Miriam Kolodziejová Markéta Vondroušová          | R16 240           | R16 240           | SF 185            | R32 130           | QF 100            |                   |                   |                   |                   |                   |                   | 905   | 6  |

### Fase de grups

#### Grup Mahahual
| CS | Tennista                              | C. Gauff J. Pegula | B. Krejčíková K. Siniaková | L. Siegemund · V. Zvonariova | G. Dabrowski E. Routliffe | V − D | Sets | Jocs  | Pos. |
| 1  | Coco Gauff Jessica Pegula             |                    | 6−3, 5−7, [6−10]           | 6−3, 4−6, [8−10]             | 6−7(2), 3−6               | 0−3   | 2−6  | 30−34 | 4    |
| 4  | Barbora Krejčíková Kateřina Siniaková | 3−6, 7−5, [10−6]   |                            | 3−6, 7−6(6), [5−10]          | 4−6, 5−7                  | 1−2   | 3−5  | 30−37 | 3    |
| 6  | Laura Siegemund · Vera Zvonariova     | 3−6, 6−4, [10−8]   | 6−3, 6−7(6), [10−5]        |                              | 4−6, 2−6                  | 2−1   | 4−3  | 29−32 | 2    |
| 7  | Gabriela Dabrowski Erin Routliffe     | 7−6(2), 6−3        | 6−4, 7−5                   | 6−4, 6−2                     |                           | 3−0   | 6−0  | 38−24 | 1    |

#### Grup Maya Ka'an
| CS | Tennista                             | S. Hunter E. Mertens | S. Aoyama E. Shibahara | D. Krawczyk D. Schuurs | N. Melichar-Martinez E. Perez | V − D | Sets | Jocs  | Pos. |
| 2  | Storm Hunter Elise Mertens           |                      | 6−4, 6−2               | 6−2, 6−3               | 7−5, 6−4                      | 3−0   | 6−0  | 37−20 | 1    |
| 3  | Shuko Aoyama Ena Shibahara           | 4−6, 2−6             |                        | 7−5, 6−2               | 6−4, 2−6, [6−10]              | 1−2   | 3−4  | 27−30 | 3    |
| 5  | Desirae Krawczyk Demi Schuurs        | 2−6, 3−6             | 5−7, 2−6               |                        | 2−6, 5−7                      | 0−3   | 0−6  | 19−38 | 4    |
| 8  | Nicole Melichar-Martinez Ellen Perez | 5−7, 4−6             | 4−6, 6−2, [10−6]       | 6−2, 7−5               |                               | 2−1   | 4−3  | 33−28 | 2    |

### Fase final
|  | Semifinals | Semifinals                           | Semifinals                        | Semifinals | Semifinals |                                   |   | Final                                | Final | Final | Final | Final |
|  |            |                                      |                                   |            |            |                                   |   |                                      |       |       |       |       |
|  | 7          | Gabriela Dabrowski Erin Routliffe    | 1                                 | 7          | [6]        |                                   |   |                                      |       |       |       |       |
|  | 8          | Nicole Melichar-Martinez Ellen Perez | 6                                 | 61         | [10]       |                                   |   |                                      |       |       |       |       |
|  | 8          | Nicole Melichar-Martinez Ellen Perez | 6                                 | 61         | [10]       |                                   | 8 | Nicole Melichar-Martinez Ellen Perez | 4     | 4     |       |       |
|  |            |                                      |                                   |            |            |                                   | 8 | Nicole Melichar-Martinez Ellen Perez | 4     | 4     |       |       |
|  |            | 6                                    | Laura Siegemund · Vera Zvonariova | 6          | 6          |                                   |   |                                      |       |       |       |       |
|  | 6          | 6                                    | Laura Siegemund · Vera Zvonariova | 6          | 6          | Laura Siegemund · Vera Zvonariova | 3 | 6                                    | [10]  |       |       |       |
|  | 6          |                                      |                                   |            |            | Laura Siegemund · Vera Zvonariova | 3 | 6                                    | [10]  |       |       |       |
|  | 2          | Storm Hunter Elise Mertens           | 6                                 | 3          | [5]        |                                   |   |                                      |       |       |       |       |